# Грузозахват
Грузозахва́т (иногда просто «захва́т» или грузовой захват) — вспомогательное устройство грузоподъёмной машины (в некоторых случаях — механизм), предназначенное для захвата грузов, их удержания при перемещении и последующей разгрузки.
Для непосредственного захвата груза используют крюки, которые при необходимости дополняются другими приспособлениями.
Грузозахваты бывают ручными и автоматическими. Выбор грузозахвата определяют свойства, размеры, форма и масса перемещаемых грузов, а также характер производственного процесса.
Наиболее просты по устройству и получили распространение быстродействующие захваты для ящиков, бочек, мешков, листового проката и пр. Захват и перемещение сыпучих грузов производят бадьями, кюбелями, грейферами, а жидких — при помощи бадей, ковшей и др. ёмкостей.

## Требования
Грузозахваты должны:
- быть удобными и безопасными в работе;
- обеспечивать сохранность груза;
- иметь минимальную собственную массу;
- быстро захватывать и освобождать груз.